# Karang Asem Timur
Karang Asem Timur is een bestuurslaag in het regentschap Bogor van de provincie West-Java, Indonesië. Karang Asem Timur telt 11.141 inwoners (volkstelling 2010).